# ألينا سيريدوفا
ألينا سيريدوفا (بالتشيكية: Alena Šeredová)‏ عارضة أزياء وممثلة تشيكية  (ولدت يوم 21 مارس 1978 في براغ)

## وصلات خارجية
- ألينا سيريدوفا على موقع IMDb (الإنجليزية)
- ألينا سيريدوفا على موقع قاعدة بيانات الفيلم (الإنجليزية)
- ألينا سيريدوفا على موقع دليل عارضات الأزياء (الإنجليزية)